# Mateiești, Bacău
Mateiești este un sat în comuna Sănduleni din județul Bacău, Moldova, România.